# Erica Spindler
Erica Spindler (* 1957 in Chicago) ist eine US-amerikanische Schriftstellerin.
Sie wuchs in Rockford, Illinois, auf und studierte an der Delta State University und der University of New Orleans. Sie war als Malerin tätig, ehe sie sich der Schriftstellerei zuwandte. Erica Spindler ist verheiratet und hat zwei Söhne. Sie lebt mit ihrer Familie in der Nähe von New Orleans. Ihre Werke erreichen häufig Spitzenplätze US-amerikanischer Bestseller-Listen.

## Werke (Auswahl)
- Das Blut meiner Schwester (2014)
- Opfernacht (2011)
- Spiel mit dem Tod (2011)
- Mörder ohne Gnade (2009)
- Stoßgebet: Thriller (2009)
- Tote Stille (2009)
- Der Engelmörder (2008)
- Entscheidung einer Sommernacht … (2008)
- Gefangene des Ruhms (2005)